# شاطئ الغرام (مطروح)

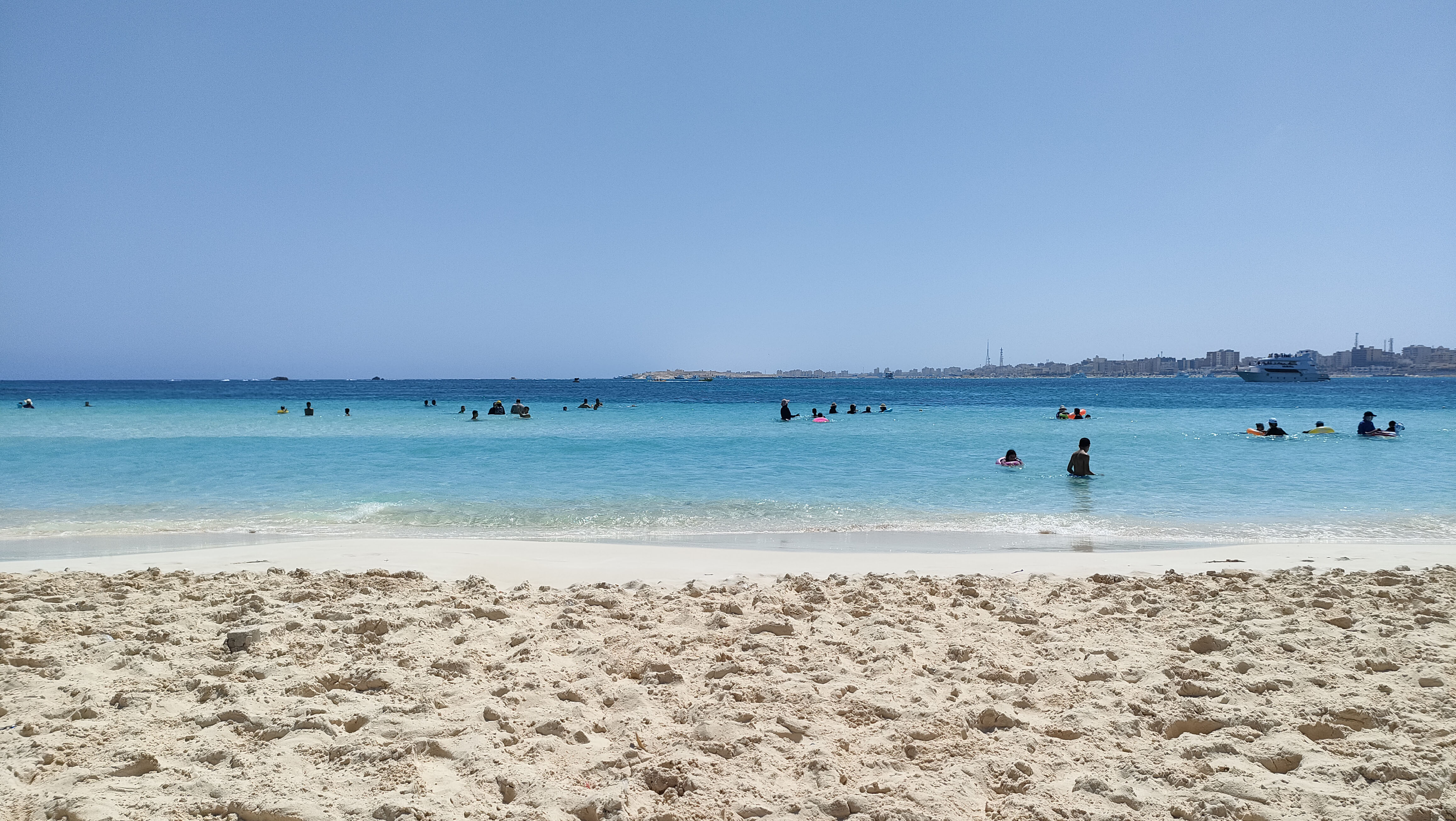
شاطئ الغرام.

شاطئ الغرام هو شاطئ يبعد حوالي 17 كم عن مدينة مرسى مطروح ويتعبر أكبر شواطئها، أشتهر بعد غناء ليلى مراد أغنية رومانسية عند إحدى صخوره خلال أحداث فيلم شاطئ الغرام الذي صدر عام 1953 ومنذ ذلك الوقت، اكتسب الشاطئ اسم شاطئ الغرام نسبةً إلى الفيلم. ويعتبر الشاطئ معلم سياحي مهم لمدينة مرسى مطروح ويستقبل عشرات السياح كل يوم للاستمتاع بمياهه الفيروزية النقية والرمال البيضاء.